# Bromelia karatas
O Caraguatá-acanga (Bromelia karatas) é uma planta terrestre, da família das bromeliáceas, que ocorre até 1.500 m de altitude, do México ao Brasil, tem folhas dispostas em roseta, serreadas, inflorescência corimbosa com muitas flores e escapo muito curto, com brácteas vermelhas e pétalas róseas. Também é conhecido pelos nomes de caraguatá-açu, caraguatá-piteira, caruatá-açu, coroatá, craguatá, curauá, curuatá-açu, gravatá-açu, gravatá-da-praia, gravatá-de-gancho e gravatá-do-mato.